# 雅克利娜·迪比耶夫
雅克利娜·迪比耶夫（法語：Jacqueline du Bief，1930年12月4日—），法国女子花样滑冰运动员。她曾代表法国参加1948年和1952年冬季奥林匹克运动会花样滑冰比赛，获得一枚铜牌。